# أنيتا برايم
أنيتا برايم (بالآيسلندية: Anita Briem )‏ ممثلة من ايسلندا من مواليد 29 مايو 1982 ،ظهرت في عدة أفلام سينمائية منها ديلن دوج (موتى الليل) و رحلة إلى مركز الأرض.
متزوجة من دين باراسكيفوبولس ولديهما طفل واحد.

## نبذة عنها
- درست فن الدراما بالأكاديمية الملكية بلندن وتخرجت عام 2004
- ولدت ونشأت في ايسلندا، وانتقلت للعيش في لندن وهي بعمر 16 عام وبدأت رحلتها بدارسة المسرح، وبعمر 19 عام تم قبولها بالأكاديمية الملكية تخصص الدراما.

## مواقع خارجية
- أنيتا برايم على موقع IMDb (الإنجليزية)
- أنيتا برايم على موقع ألو سيني (الفرنسية)
- أنيتا برايم على موقع ميوزك برينز (الإنجليزية)
- أنيتا برايم على موقع أول موفي (الإنجليزية)
- أنيتا برايم على موقع قاعدة بيانات الأفلام السويدية (السويدية)
- أنيتا برايم على موقع ديسكوغز (الإنجليزية)
- أنيتا برايم على موقع قاعدة بيانات الفيلم (الإنجليزية)
- أنيتا برايم على موقع كينوبويسك (الروسية)